# Pardosa martensi
Pardosa martensi este o specie de păianjeni din genul Pardosa, familia Lycosidae, descrisă de Buchar, 1978.
Este endemică în Nepal. Conform Catalogue of Life specia Pardosa martensi nu are subspecii cunoscute.